# Verdienstkreuz (Preußen)

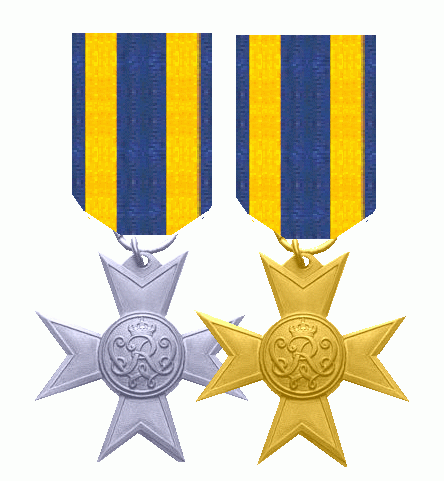
Preußisches Verdienstkreuz II. und I. Klasse (v. l. n. r.)

Das Verdienstkreuz wurde am 27. Januar 1912 durch König Wilhelm II. von Preußen gestiftet und konnte an alle Personen ohne Rücksicht auf die Staatsangehörigkeit verliehen werden, die sich Verdienste um das Königreich Preußen erworben hatten.

## Ordensklassen
- I. Klasse (Gold)
- II. Klasse (Silber)

In besonderen Fällen konnte zum Verdienstkreuz eine goldene oder silberne Krone verliehen werden.

## Ordensdekoration
Das Ordenszeichen ist ein vergoldetes bzw. versilbertes Malteserkreuz. Im aufgelegten Medaillon die verschlungenen und gekrönten Buchstaben  W R  (Wilhelm Rex). Diese Darstellung wiederholt sich auf der Rückseite.
Bei Verleihung mit Krone ist diese am oberen Kreuzarm befestigt und hält den Tragering.

## Trageweise
Getragen wurde die Auszeichnung an einem blauen Band mit breiten gelben Seitenstreifen auf der linken Brustseite.

## Sonstiges
Das Verdienstkreuz war nach dem Ableben des Inhabers oder bei Verleihung einer höheren Stufe rückgabepflichtig.